# Elise Blenker
Elise Blenker, nata Aue (Köthen, 1824 – Mount Vernon, 15 maggio 1908), è stata una rivoluzionaria tedesca naturalizzata statunitense.

## Biografia

### Gli anni in Germania
Elise Aue era figlia del pastore evangelico Johann Christian Aue. Nel 1843 sposò l'ex ufficiale degli ulani Louis Blenker, a Worms. In quel tempo Blenker era commerciante di vino in città, ma ben presto divenne colonnello della milizia cittadina di Worms. Quando scoppiò la rivoluzione del 1848 in Germania, Elise accompagnò il marito nelle sue campagne a favore dei rivoltosi, indossando anch'ella l'uniforme militare. In quel periodo, Elise conobbe e fece amicizia con altre donne della rivoluzione tedesca come Kathinka Zitz-Halein, Emma Herwegh, Amalie Struve and Mathilde Franziska Anneke. Il 20–21 maggio 1848, Elise e suo marito presero parte all'attacco alla città di Landau ed ella ebbe anche un ruolo fondamentale nel saccheggio del castello di Erbstein presso la città di Baden.

### La vita negli Stati Uniti
Dopo la repressione della rivoluzione, Elise venne costretta all'esilio col marito, dapprima in Svizzera, e poi nel 1850 negli Stati Uniti. Con l'aiuto di suo padre, Elise e Louis si rifecero una vita nella contea di Rockland dedicandosi all'agricoltura. Elise e Louis ebbero quattro figli (tre femmine e un maschio).
Allo scoppio della guerra civile americana nel 1861, Louis si occupò di organizzare l'8º reggimento di fanteria volontari di New York, del quale divenne colonnello. Per il coraggio dimostrato nella battaglia di Bull Run venne elevato al rango di generale dei volontari. Nell'ottobre del 1863 Louis morì a causa delle ferite riportate mentre era al comando militare della città di Warrenton, lasciando Elise ed i loro figli in povertà. Elise non fu nemmeno in grado di coprire i costi per il suo funerale e dovette rivolgersi agli amici ed alla famiglia per dargli degna sepoltura. Dal governo successivamente ottenne un aumento della pensione da 30 a 50 dollari al mese.
Elise Blenker morì il 15 maggio 1908 nella casa di sua figlia a Mount Vernon (New York).